# ジョアン・カルドナ
ジョアン・カルドナ（Joan Cardona Méndez, 1998年5月27日 - ）は、スペイン・バレアレス諸島州マオー＝マオン出身の男子セーリング競技選手。2020年東京オリンピックフィン級銅メダリスト。

## 経歴
2021年に日本の東京で開催された2020年東京オリンピックではフィン級で銅メダルを獲得した。なお、フィン級はオリンピックセーリング競技の中で最も長い歴史を有するが、東京オリンピックを最後にオリンピック競技から除外された。